# Plenerizam
Plenerizam (fr. pleinairisme, prema en plein air: na otvorenom), je pojam koji označava slikanje izravno u prirodi koje se odlikuje svjetlošću, svježinom i živošću boja.
Prema biografu Joachimu von Sandartu, prvi slikar koji je svoje slike, ulja na platnu, slikao u prirodi bio je Claude Lorrain, još u 17. st. No, do početka 19. st. za slike krajolika izrađivale su se u prirodi samo pripremne skice i studije, a same kompozicije dovršavale su se u atelijeru. Prvi su u prirodi počeli slikati engleski pejzažisti John Constable i R. P. Bonington. Plenerizam se osobito širi nakon što 1830-tih barbizonci, inspirirani Johnom Constableom, nastoje prikazati prirodu pod različitim vremenskim okolnostima i svjetlosnim uvjetima. Njihov primjer slijedili su američka Škola rijeke Hudson i na koncu impresionisti, te talijanski Macchiaioli.
Taj će način slikanja osobito proslaviti impresionisti Claude Monet, Pierre-Auguste Renoir i Edgar Degas, a u nas Slava Raškaj, Celestin Medović, Vlaho Bukovac, Ferdo Kovačević, Gabrijel Jurkić i Ljudevit Šestić, te u drugoj polovici 20. st. Alfred Krupa (stariji).